# Exyrias akihito
 Exyrias akihito es una especie de peces de la familia de los Gobiidae en el orden de los Perciformes.

## Morfología
Los machos pueden llegar a alcanzar los 11,1 cm de longitud total.

## Hábitat
Es un pez de Mar y, de clima tropical y asociado a los arrecifes de coral que vive entre 10-50 m de profundidad.

## Distribución geográfica
Se encuentra en el Pacífico occidental: desde las Islas Yaeyama (sur del Japón) hasta la Gran Barrera de Coral (Australia ).

## Observaciones
Es inofensivo para los humanos. 